# Maquettage papier

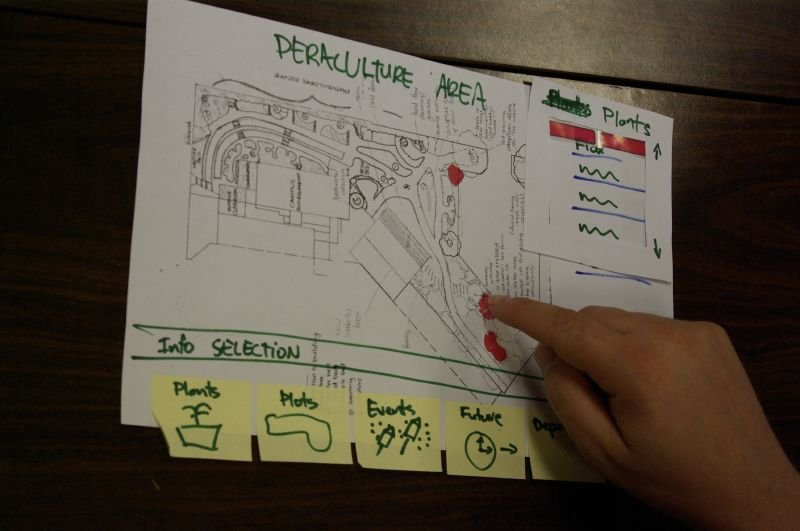
Maquettage papier d'une application

En interface homme-machine et en ergonomie informatique, le maquettage papier (ou prototypage) est une technique encore très utilisée dans la conception centrée sur l'utilisateur. Cette technique aide les parties prenantes d'un projet (concepteurs, développeurs, commerciaux, etc.) à concevoir un logiciel ou un site web qui répondent aux attentes et besoins des utilisateurs finaux. Il s'agit le plus souvent des premières idées brutes jetées sur le papier, faites d'esquisses et de dessins, représentant l'agencement et les zones de contenus (ou zoning). On parlera également de maquette fil de fer ou wireframe.

## Avantages de la technique
Le maquettage papier est probablement la technique la moins coûteuse et la plus rapide pour réaliser un prototype (voir aussi le prototypage). Elle est d'ailleurs utilisée lors de tests utilisateurs afin d’identifier un bon nombre des problèmes d’utilisabilité du futur produit et le rapprocher des attentes et besoins des utilisateurs finaux. Dans la mesure du possible, il est préférable d’éviter du faux texte (lorem ipsum, etc.) au profit du véritable contenu de l’interface ; cela permet aux utilisateurs tests de s'approprier l'interface. Pour simuler l'interface, l'animateur du test utilisateur ajoute ou retire des éléments papier lorsque l'utilisateur interagit (exemple : clic, entrée de texte à l'oral). Cette technique est largement soutenue par les professionnels de l'ergonomie informatique et de l'utilisabilité.
En outre, les commanditaires du produit comme les utilisateurs seront plus enclins à critiquer une maquette papier, qui leur semble avoir demandé moins de travail, qu’un prototype réaliste, proche du produit final. De même, comme l’indique Baccino et al., les équipes de développement seront moins tentées de modifier un prototype finalisé dans lequel elles ont investi un effort de travail notable. Au contraire, elles n’hésiteront pas à modifier un prototype papier qui n’a rien coûté. C’est pourquoi, le prototypage papier est considéré par de nombreux auteurs comme l’une des méthodes de maquettage les plus rentables.
Toutefois, le maquettage papier a ses limites, en particulier le fait que la maquette ne soit pas à l’échelle réelle de l’interface finale (aussi appelée mock-up) peut poser des problèmes au moment du développement. Pour fournir une base solide aux équipes de développement, qui puisse servir de spécification de l’interface finale, il faudra construire une maquette réaliste à l’échelle exacte du produit final. On parlera dans ce cas plus volontiers de prototypage de la maquette.

## Quand et comment maquetter sur papier
Il existe différentes méthodes de prototypage papier, chacune d'elles ayant plusieurs avantages pour communiquer avec les équipes de conception et de développement. Elles permettent selon leur degré de finition, de se faire une vision plus ou moins étendue de l'interface utilisateur, tout en étant une base de discussion riche entre tous les acteurs du projet.
Le prototypage papier peut être pratiqué lorsque :
- les possibilités et moyens techniques utilisés par les concepteurs ne sont pas disponibles ou suffisamment efficaces ;
- le concepteur souhaite que tous les membres de l'équipe projet prennent part au processus de conception, y compris ceux qui n'ont pas de compétences techniques ou une utilisation adéquate de logiciels de conception ;
- le produit nécessite de nombreux dessins et évolutions.

### Les situations d'application
Le prototypage papier peut être utilisé dans différentes situations selon le but recherché : 

#### Communication dans l'équipe
Une des principales applications du prototypage papier est l'échange au sein des équipes de développement, afin de recueillir et de visualiser concrètement des idées sur l'interface. Scott W. Ambler (en) montre les effets bénéfiques de la collaboration sur papier dus notamment à la proximité physique et temporelle des acteurs. L'interface se construit étape par étape, en cherchant à répondre aux attentes et exigences de tous les membres de l'équipe. Afin de vérifier les possibilités de l'interface, des cas d'utilisation sont testés. Le prototype peut alors être utilisé comme une spécification visuelle du logiciel.

#### Test d'utilisabilité
Les maquettes papier peuvent être utilisées pour les tests d'utilisabilité avec des utilisateurs potentiels du logiciel ou du site web. Dans un tel test, l'utilisateur effectue des tâches réalistes en interagissant avec le prototype papier. Le prototype est manipulé par une autre personne qui reflète les réactions de l'interface lors des interactions de l'utilisateur. Bien qu'apparemment simple, cette méthode est très efficace pour découvrir les problèmes d'utilisation au début du processus de conception.
Il est possible de distinguer trois types de maquettage papier utilisé pour les tests d'utilisabilité :
- la maquette fil de fer permet de montrer la mise en page de l'interface ;
- la maquette graphique (ou piste graphique) montre différents aspects de l'interface, y compris les polices, couleurs et logos, storyboards ;
- le story-board est une suite illustrée d'images utilisées pour démontrer comment une interface évolue au cours d'un scénario ou un cas d'utilisation.

#### Test de perception ou de design
Surtout utilisés en Web design, les maquettes papier peuvent être utilisées pour évaluer les préférences et valeurs que les utilisateurs associent. Ce type de maquette est le plus souvent de haute fidélité (qualité graphique, couleur, etc.). Il s'agit toutefois de faire tester l'utilisation et la compréhension de l'interface par les utilisateurs, notamment la navigation principale, les éléments cliquables, etc.

#### Architecture de l'information
Il est possible de tester l'architecture de l'information, c'est-à-dire la manière dont sont organisées et classées les informations sur l'interface. Pour cela, on demande aux utilisateurs de rechercher des informations ou des fonctionnalités. La réussite et la rapidité ou non de ces recherches permet d'identifier et valider cette architecture de l'information (voir aussi le tri par cartes).

#### Prototypage rapide
Le prototypage rapide utilise le maquettage papier comme première étape. Il s'agit de faire tester quelques propositions sous forme de maquettes auprès d'un petit nombre d'utilisateurs, puis de concevoir une nouvelle maquette, cette fois-ci avec un logiciel (exemple : Microsoft PowerPoint) en prenant en compte les différents retours et idées obtenus par les tests. Dès la seconde étape, l'esthétique est plus proche du produit final. D'autres tests itératifs sont nécessaires afin d'aboutir au prototype final, chacun prenant en compte les remarques des utilisateurs.

## Exemples en vidéo
- Maquette papier de Hanmail, service de messagerie